# Simko Shikak
Simko Shikak (Simitquh ou Ismail Agha Shikak), né en 1887 et mort assassiné le 30 juin 1930, est un chef (agha) de la tribu kurde des Shekak (Sekak). Il mène à plusieurs reprises des soulèvements contre l'Iran.

## Biographie
Né dans une importante famille féodale de Čahrīq en Perse, il est le chef de la puissante tribu kurde des Chikak (ou Shikaq), établie dans la région de Khoy et de Salmas.

### La Première Guerre mondiale: Ismaïl Simko face à l'Iran et aux Assyriens
Au cours de la Première Guerre mondiale, il combat d'abord les Iraniens, puis les troupes russes qui tentent d'occuper Ourmia, mais il doit se replier dans les montagnes en mai 1915.
À l'automne 1915, les tribus assyriennes indépendantes du Hakkarî, conduites par leur chef spirituel, le Mar Chimoun Simon XIX Benjamin, trouvent refuge dans les plaines de Salmas et d'Ourmia. La présence soudaine de six mille Chrétiens armés est perçue comme une menace par les Turcs et les chefs tribaux kurdes musulmans, qui les soupçonnent d'être à la solde des Russes. En mars 1918, Simko invite le Mar Chimoun à une conférence dans un village de la région de Salmas, sous prétexte d'élaborer une alliance kurdo-assyrienne. À la fin du dîner, le patriarche et son escorte sont massacrés. Il est probable que Simko ait exécuté cet assassinat à l'instigation des Turcs. Quoi qu'il en soit, les Kurdes commandés par Simko, cette fois ouvertement appuyés par des troupes turques, attaquent et poursuivent les Assyriens dans la région. Ces événements marquent l'achèvement de la nation assyrienne.
Le consul américain de Tabriz devra se résoudre à négocier avec Simko l'évacuation des missionnaires américains d'Ourmia pris en otages. De son côté, le gouvernement de Téhéran reconnait de facto l'autorité de Simko sur la région en le nommant gouverneur de la zone Est d'Ourmia,.

### Révolte contre l'Iran
En 1919, il établit un gouvernement autonome kurde dans le sud-ouest du lac d'Ourmia. Il se met en rapport avec le cheikh Mahmoud Berzendji, qui mène alors une révolte au Kurdistan irakien, et prend contact avec Seyid Taha Nehri, un militant nationaliste du Kurdistan turc, pour tenter de fédérer les différentes parties du Kurdistan. En mars 1919, il est pour la première fois battu par les forces iraniennes, et doit fuir. Il reconstitue son armée et revient dans la région d'Ourmia, d'où il chasse à nouveau les autorités iraniennes. En 1921, il atteint son apogée. Il ouvre des écoles en langue kurde à Ourmia et à Khoy, et fait publier un journal en kurde, Roja Kurd. En juillet 1922, le gouvernement iranien envoie une immense armée pour déloger Simko. Au cours des combats, il perd 9 000 de ses 10 000 combattants, et finit par se réfugier en Turquie. Il passe ensuite au Kurdistan irakien fin octobre 1922, où il est accueilli en héros par le cheikh Mehmoud Berzendji. En 1924, il rentre en Iran, se rend sous condition et est même reçu par le Shah en 1925. Mais, un an plus tard, il prend la tête d'une troupe formée des tribus Chikak et Herki et envahit la plaine de Salmas. À la suite de dissensions et de défections dans son propre camp, il ne peut résister à l'armée perse, et se réfugie en Turquie, où il est arrêté. Entre 1926 et 1928, il séjourne alternativement au Kurdistan de Turquie et en Irak. Constatant qu'il tente de reprendre influence sur sa tribu, les autorités iraniennes l'invitent à une entrevue dans la ville d'Oushnavieh. À son arrivée, le 30 juin 1930, il tombe dans une embuscade où il trouve la mort.